# 477
Початок Середньовіччя. У Східній Римській імперії правління Флавія Зенона. У Європі утворилися численні варварські держави, зокрема в Італії править Одоакр, Іберію і південь Галлії займає Вестготське королівство, Північну Африку захопили вандали, утворивши Африканське королівство, у Тисо-Дунайській низовині утворилося Королівство гепідів. На півночі Галлії правлять римо-галли, ще північніше — салічні франки. Остготи займають Мезію, Македонію і Фракію.
У Південному Китаї правління династії Лю Сун, на півночі Північної Вей. В Індії правління імперії Гуптів. У Японії триває період Ямато. У Персії править династія Сассанідів.
На території лісостепової України Черняхівська культура. Історики VI століття згадують плем'я антів, що мешкало на території сучасної України приблизно з IV сторіччя. У Північному Причорномор'ї центр володінь гунів, що підкорили собі інші кочові племена, зокрема сарматів та аланів.

## Події
- 25 січня в Карфагені помер король Африканського королівства вандалів та аланів Гейзеріх. Після нього державу очолив його син Гунеріх.
- Як повідомляється в Англосаксонському часописі, на півдні Англії висадився вождь саксів Елла з трьома синами. Утворилося ядро майбутнього королівства Сассекс.
- Полководець Сяо Даочен посадив на престол 10-річного Шунь-ді, а сам став регентом у державі Лю Сун у Південному Китаї. Буддизм оголошено державною релігією.